# Іспанія Бурбонів
Іспанське королівство (ісп. Reino de España)  зі смертю Карла II, останнього монарха Іспанських Габсбургів, який помер бездітним у 1700 році вступило в нову еру. Війна за іспанську спадщину велася між прихильниками принца Бурбона, Філіпа Анжуйського, та австрійського Габсбурга, ерцгерцога Карла, який претендував на іспанську спадщину. Після завершення воєн Утрехтським миром 1715 року розпочалося правління Філіпа V, хоча йому довелося зректися свого місця у престолонаслідуванні французького престолу.
Іспанія вступила в період реформ і оновлення, а також тривалого занепаду. Ідеї епохи Просвітництва проникли в Іспанію та Іспанську Америку протягом XVIII століття. Вторгнення на Піренейський півострів Наполеона Бонапарта під час Піренейської війни підірвало стабільність іспанської держави та Іспанської імперіх, і хоча Франція зазнала поразки, заворушення в Іспанії призвели до іспано-американських війн за незалежність.
18 століття в іспанській історіографії часто називають «Бурбонською Іспанією», але іспанські Бурбони продовжувала правити з 1814 по 1868 рік (після реставрації Фернандо VII), з 1874 по 1931 рік та з 1975 року.

## Філіп V Бурбон (1700—1746) і Луї I Бурбон (1724)

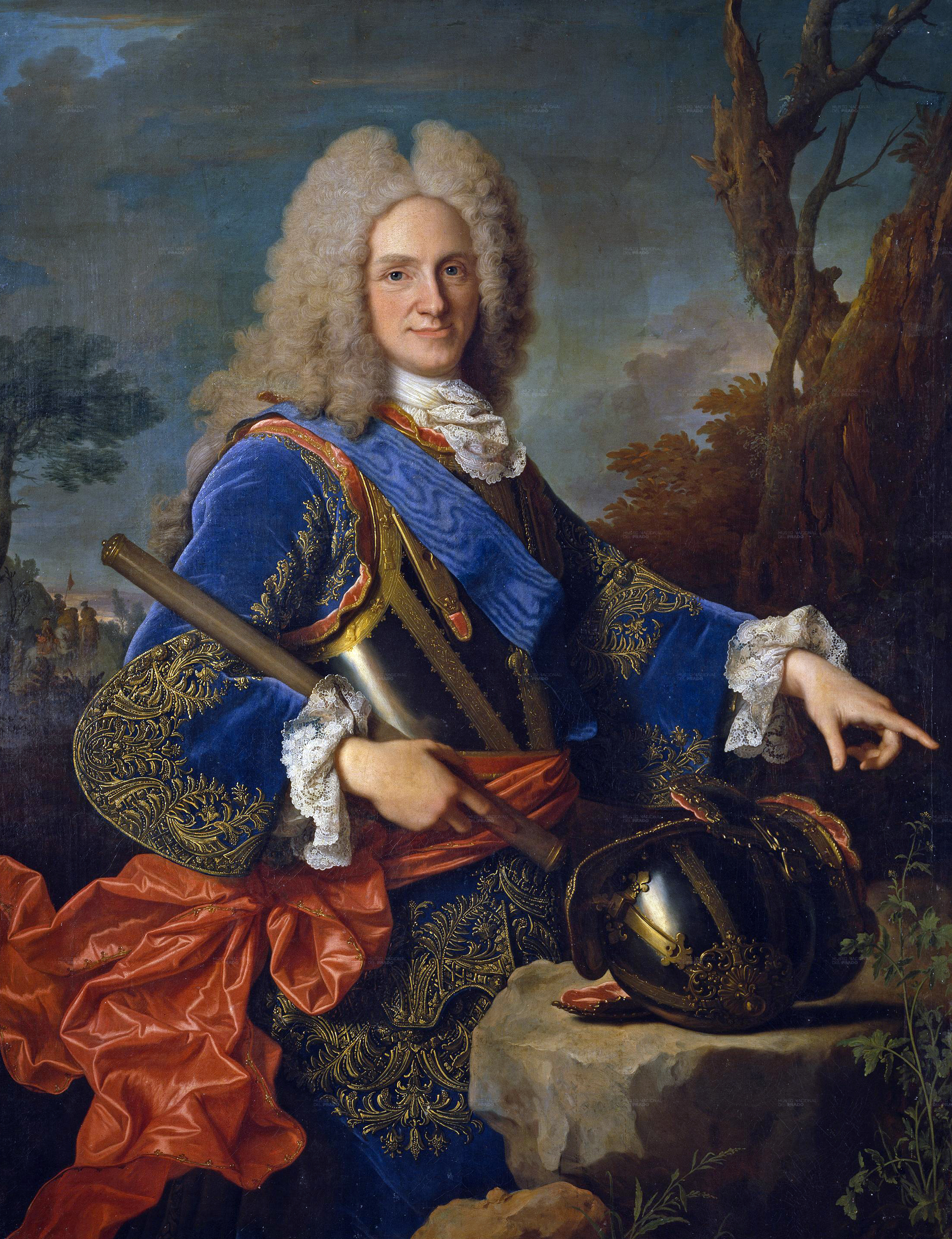
Philip V of Spain

### Війна за іспанську спадщину
Останні кілька років правління розумово відсталого і бездітного іспанського короля з роду Габсбургів Карла II Зачарованого, домінуючим в політиці було питання про те, хто стане наступником нещасного монарха, останнього іспанського короля з династії Габсбургів. Іспанія була в центрі цієї політичної кризи, але вона була «об'єктом, а не арбітром» Економічні негаразди, занепад іспанської бюрократії, низка поразок у війнах проти Французького королівства та ерозія імперських інституцій у XVII столітті зробили Карла королем занепадаючої імперії, а його фізична та розумова слабкість не давала йому змоги змінити курс своєї країни. Обширність і багатство заморської Іспанської імперії в Новому Світі і на Філіппінах, а також її військово-морські ресурси зробили Іспанію життєво важливою частиною європейської силової політики. Якби трон Іспанії перейшов до родича короля Франції або якби ці дві країни об'єдналися, баланс сил у Європі змінився б на користь Франції. Багатство іспанської заморської імперії перетекло б до Франції. Якщо б воно залишилося в руках іншого члена антифранцузької, австрійської династії Габсбургів, то статус-кво зберігся б. Наприкінці 16 століття в європейській політиці домінувало питання встановлення впорядкованого престолонаслідування в Іспанії, яке б не змінило баланс сил між великими європейськими державами.
Франція Бурбонів і Габсбурзька Австрія та її союзники вступили у війну, щоб визначити наступника Карла. Призом було багатство Іспанської імперії. Війну за іспанську спадщину (1702-14) виграла Франція, але за Утрехтським мирним договором, що завершив конфлікт, французька та іспанська династії Бурбонів зобов'язалися не об'єднуватися формально. Вигук Луї XIV про те, що «Тепер немає більше Піренеїв!», коли його онук став монархом Іспанії, не справдився. Хоча обраний Карлом II спадкоємець інавгурував новий династичний дім в Іспанії, Іспанська імперія Габсбургів у Європі скоротилася до самого Піренейського півострова, втративши Іспанську Італію та Іспанські Нідерланди, а Великобританія також захопила Гібралтар та острів Менорка. Утрехтський мирний договір завершив конфлікт, і Філіп V відмовився від будь-яких претензій на французький трон. Ще до завершення конфлікту померла молода дружина Філіпа, Марія Луїза Савойська (1688—1714), але королівська спадкоємність Бурбонів була забезпечена народженням двох синів.

### Зміни в державному управлінні за Філіпа

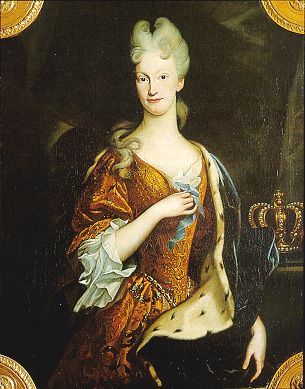
Єлизавета Фарнезе, королева Іспанії та друга дружина Філіпа V

Філіп V виявився ефективним адміністратором, централізувавши іспанську владу, ліквідувавши регіональні кортеси (парламенти) та розпочавши процес уніфікації законів у різних регіонах іспанської імперії шляхом ліквідації спеціальних привілеїв (фуерос). Декрети Nueva Planta (1716) демонтували складну систему правління в Іспанії, замінивши її правлінням з Мадрида та унітарними цінностями Кастилії. Якби австрійські Габсбурги перемогли у Війні за іспанську спадщину, габсбурзький плюралізм обіцяв бути продовженим, що спонукало Арагон підтримати справу Габсбургів, які програли. Декрети Nueva Planta ліквідували цю регіональну автономію. «Найтривалішим досягненням правління Філіпа V було створення, вперше з часів римлян, єдиної, об'єднаної держави.».
Разом з династією Бурбонів була ліквідована і габсбурзька система радного правління, яка замінила ради чотирма секретаріатами, що згодом перетворилися на міністерства: Державних і закордонних справ, Благодійності та Юстиції, Армії і Флоту та Індій, тобто заморських територій Іспанської імперії. Чотири міністри утворювали «раду кабінету міністрів», і міністри були безпосередньо відповідальні перед короною. Загалом, на урядових посадах більше не домінували аристократи, а радше талановиті люди, яких потім підносили до високих посад і нагороджували дворянськими титулами. Лише Філіп створив близько 200 нових титулів. Адміністративні реформи включали поділ Іспанії на вісім королівств «рейно» на чолі з військовим чиновником, а для відправлення правосуддя було створено аудієнція. В інші королівства були призначені адміністратори місцевого рівня («corregidores»), які вже існували в Кастилії. Важливою реформою була реформа оподаткування та королівського боргу. Деякі облігації, випущені короною, були анульовані, а відсоткова ставка за іншими була знижена. Нові податкові чиновники ефективно збирали та адміністрували податки на користь нової монархії. Регіони, які не сплачували податки на тому ж рівні, що й Кастилія, не підлягали оподаткуванню унітарною державою. Оскільки Іспанія під владою монархів Бурбонів вела багато війн, наявність податкової бази для їх оплати була вирішальною.
Відбір Філіпом здібних французьких та італійських міністрів на ключові посади в уряді поклав край незалежним, ізольованим і корумпованим міністерствам, які процвітали в пізній період правління Габсбургів. Філіпп прагнув розширити економічну діяльність і рухався до економічної свободи, особливо щодо торгівлі Іспанії у своїй заморській імперії, яка теоретично була іспанською монополією. Передбачалося розширення іспанської мануфактури та експорту сільськогосподарської продукції, щоб торгівля не приносила вигоди іноземним державам, які зазіхали на іспано-американську торгівлю. Торговий дім Каса-де-Контратасьйон, що довгий час працював у Севільї, був перенесений до Кадіс у 1717 році, а монополія на торгівлю з Іспанською імперією також була відкрита для всіх портів півострівної Іспанії. Філіп дозволив заснувати Баскська компанія Каракаса у 1728 році за зразком північноєвропейських торгових компаній для торгівлі з Венесуелою, великим виробником шоколаду. Зона вільної торгівлі (comercio libre) в межах іспанської сфери ще більше розширилася за часів пізніших іспанських Бурбонів.

### Військові конфлікти
У політиці Філіпа часто перебував під впливом його другої дружини, Єлизавети Фарнезе. Він проводив агресивну зовнішню політику, яка протягом його правління втягнула Іспанію в низку дорогих воєн. Втрата значної частини європейської території, обіцяної йому за заповітом Карла II, та особисті амбіції Філіпа V викликали у нього незадоволення Утрехтським договором. Дружина Філіпа Єлизавета, член герцогського дому Пармського герцогства, та її улюблений міністр, кардинал Джуліо Альбероні, хотіли відновити свої і Філіпа претензії на Італію. Але союз Франції, Британії і Голландської республіки кинув виклик амбіціям Іспанії, які загрожували миру в Європі. У 1717 році Філіп вторгся на Сардинію, одну з територій, втрачених Австрією після Війна за іспанську спадщину. Вторгнення на Сицилію після цього спонукало до формування Четверного союзу Великої Британії, Франції, Австрії та Нідерландів, щоб протистояти амбіціям Філіпа. У 1720 році, збентежений невдачами іспанської зброї на морі і на суші у Війні четверного альянсу, Філіп відправив у відставку Альбероні і підписав мирний договір з Австрією, за яким обидві сторони визнали Утрехтський мирний договір.
Іспанці знову спробували повернути частину втрачених територій під час Англо-іспанської війни (1727—1729). У 1725 році було укладено союз з австрійцями, які погодилися допомогти іспанцям відвоювати у британців ключові військово-морські бази в Середземному морі — Менорка і Гібралтар.

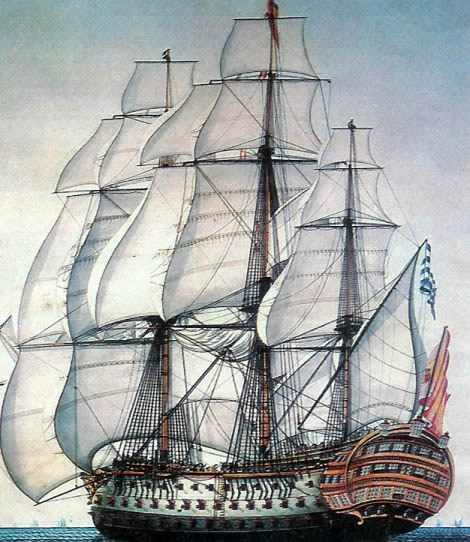
Nuestra Señora de la Santísima Trinidad. Філіп V і Карл III мали флот серед високопріорітетних завдань своїх правлінь

У відповідь британський державний секретар Чарльз Тауншенд, 2-й віконт Тауншенд, уклав союз із Францією та Голландською Республікою; коли Філіп нарешті розпочав Тринадцяту облогу Гібралтару, Австрія відмовилася втручатися проти потужного альянсу, і Іспанія знову залишилася наодинці. Французькі війська вторглися в країну басків, а Британія та Нідерланди вирішили захопити іспанську імперію Нового Світу та перервати поставки дорогоцінних металів, сподіваючись завадити Філіпу вмовити австрійців на інтервенцію; союзники зазнали більших втрат у людях, ніж іспанці, але план увінчався успіхом, і Філіпп був змушений просити миру в 1729 році. Однак Єлизавета Фарнезе отримала одне зі своїх бажань: забезпечення прав на спадщину в Герцогстві Парми і П'яченци і Великому герцогстві Тосканському.
Після 1729 року Філіп був більш стриманим у використанні іспанської влади і шукав тісної підтримки союзників, зокрема Франції: більш обережна стратегія, яка дала позитивні результати. Філіп тримався дружніх відносин зі своїми родичами у Франції у Війна за польську спадщину, де йому вдалося повернути королівства Неаполь та Сицилія для свого сина, майбутнього Карла III. У 1733 році було підписано Сімейний пакт з французьким королем Людовіком XV, який зблизив обидві держави після невдач Четверного союзу. Тертя з Великою Британією, спричинені війною за вухо Дженкінса (1739—1741), підштовхнули Філіпа до тіснішого союзу з Францією в роки, що передували Війні за австрійську спадщину, в якій Філіп отримав від Австрії герцогство Парма і Гуастальське герцогство для свого сина, інфанта Філіпа. Це відновило іспанську владу в Італії в більшій частині її обсягу до 1700 року і додало нові території, хоча і в більш опосередкованій мірі

### Перший міністр Енсенада
Наприкінці свого правління Філіп вирішив передати реформування уряду в руки своїх міністрів. Молодий і амбітний Зенон де Сомодевілья отримав титул маркіза Енсенади в 1736 році за успішну дипломатію після Війни за польську спадщину, а через сім років після цього, в 1743 році, він став фаворитом Філіпа (і Єлизавети) при дворі, і до кінця правління Філіпа Енсенада фактично керував Іспанією. Енсенада проводив обережну, але незалежну зовнішню політику, яка віддаляла його країну від Франції та Британії, і прагнув стабільного, мирного середовища, в якому Іспанія могла б реформувати свої інституції. Енсенада замовив секретний звіт про стан Іспанської Америки, який підготували Хорхе Хуан та Антоніо де Ульоа. У звіті стверджувалося, що заморською імперією неефективно і некомпетентно керували іспанці американського походження («креоли»), а також детально описувалася ворожнеча між іспанцями, народженими на півострові, і колоністами американського походження. Адміністративні реформи заморської імперії були покладені в основу доповіді, яку замовив Енсенада.

## Фернандо VI (1746—1759)

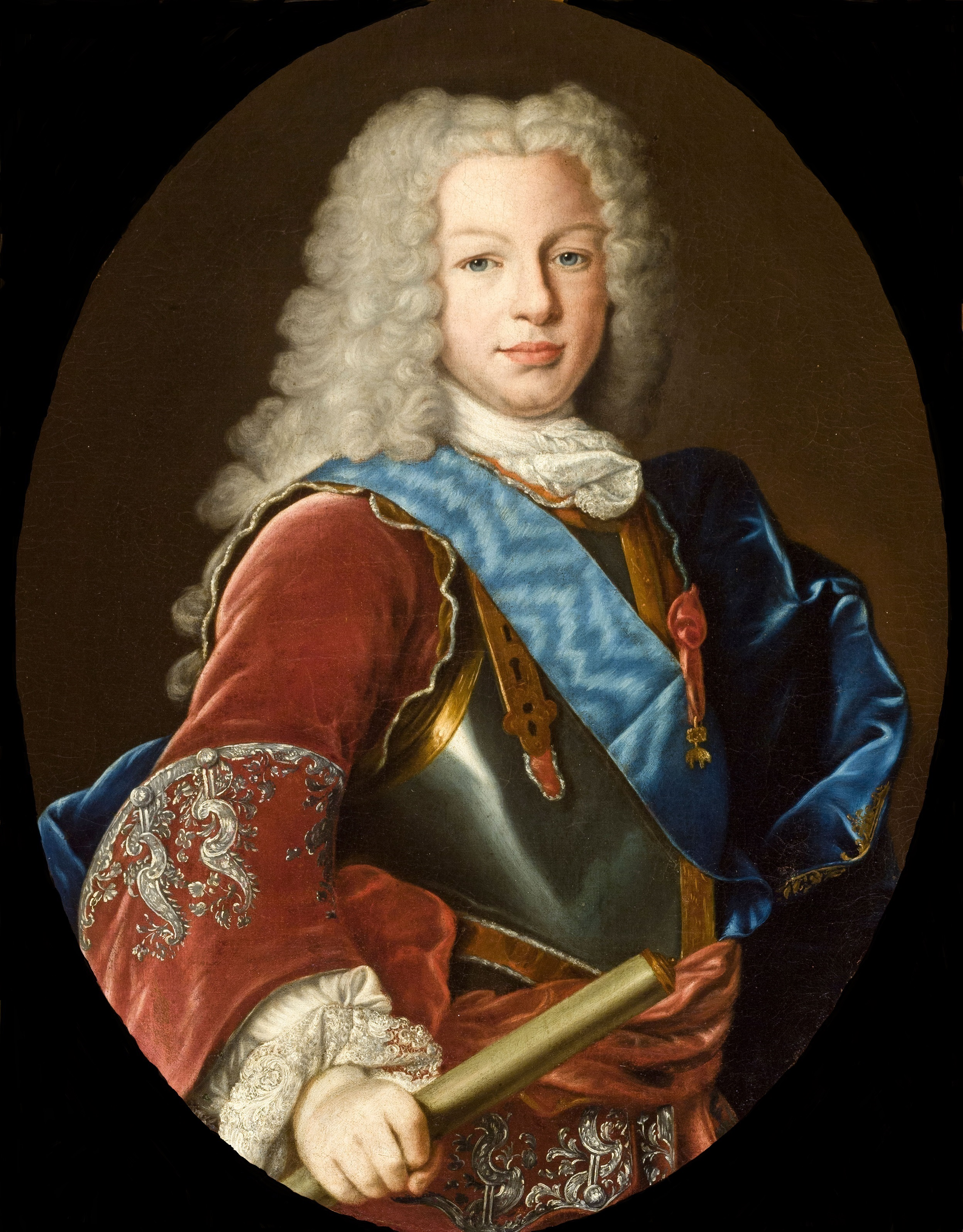
Король Фернандо VI (1746—1759 рр)

Кінець війни за австрійську спадщину приніс Енсенаді перемогу, яка зміцнила його підтримку в Іспанії. Однак за два роки до закінчення війни король Філіп, його найсильніший прихильник, помер, і йому на зміну прийшов його син Фернандо VI. Фернандо був сином Філіпа від першого шлюбу з Марією Луїзою Савойською; в дитинстві він страждав від домінуючого впливу мачухи, а ставши королем, постійно був невпевнений у власних здібностях. Єлизавета Фарнезе, королева, яка фактично контролювала Філіпа V, залишила двір після смерті чоловіка. Як і його батько, Фернандо був надзвичайно відданий своїй дружині, Барбарі Португальській, і вона диктувала більшу частину його політики і політичних рішень; під час коронації Фернандо в 1746 році було сказано, що «королева Барбара стала наступницею королеви Єлизавети». Зі свого боку, королева Барбара, член португальської королівської родини, виступала за політику нейтралітету, яка збігалася з думками її провідних придворних, що значно відрізнялася від ірредентистської політики Єлизавети.
Правління Фернандо пожинало плоди реформ Філіпа V. Він був благодійником і благодійником. Він був благодійним правителем, звільнивши постраждалу від посухи Андалузію від усіх податків у 1755 році і виділивши великі суми грошей на відбудову цієї частини країни. Як король, він делегував багато рішень своїм провідним міністрам.